# Észak-koreai Népi Bizottság
Az Észak-koreai Népi Bizottság (hangul: 북조선인민위원회, Pukcsoszon Inmin Üvonhö, handzsa: 北朝鮮人民委員會, RR: Bukjoseon Inmin Wiwonhoe) 1946. február 16. és 1948. szeptember 9. között létező egység volt Koreában. Államszervezését a Szovjetuniótól vette át, így például a tervgazdaságot is. 1947. február 22. előtt az Észak-koreai Átmeneti Népi Bizottság (hangul: 북조선림시인민위원회, Pukcsoszon Rimsi Inmin Üvonhö, handzsa: 北朝鮮臨時人民委員會, RR: Bukjoseon Rimsi Inmin Wiwonhoe) nevet viselte.